# 十式手榴彈
十式手榴彈（日語：じゅうねんしきてりゅうだん）是大日本帝國陸軍所設計與使用的第一種破片手榴彈。

## 歷史與發展
1904~1905年的日俄戰爭結束後，日本軍方對一系列的手榴彈進行了試驗，不過沒有任何一種手榴彈進入量產。身在第一次世界大戰歐洲戰場上的日方軍事觀察員興趣濃厚的注意到作為步兵支援武器的手榴彈的研發與戰術用途，而因此陸軍技術局被指派進行一個計畫，以開發一種可與日本軍方的標準步兵武器－三八式步槍－搭配使用的榴彈發射器。這計畫因一系列的原因而失敗，包括口徑過小、槍管過長，以及推進劑的技術困難。技術局之後轉向觀察德國在第一次世界大戰中設計的老式小型信號用迫擊砲，而這後來衍生出獨立使用的十年式擲彈筒。十式手榴彈在接上雷管與推進火藥後即可搭配此擲彈筒使用。此手榴彈亦可以手投擲，或是在加裝尾翼後自槍榴彈發射器中射出。

## 設計
十式手榴彈的設計與較後期的九一式幾乎相同，有著帶溝的「鳳梨狀」分節彈體，使其在爆炸時能夠散出尖銳的碎片。主要差異在於十式有著鋸齒狀的頂部。彈體底部的一個螺紋凹槽使此榴彈可以裝上自榴彈發射器發射時所需的備用推進劑罐，或是用作槍榴彈時需要的尾翼。引信屬於雷管觸發的類型；在拔出安全插梢並敲擊榴彈蓋頂部後，引信會點燃並可提供7~8秒的爆炸延遲。當此榴彈用作槍榴彈或迫擊砲彈時，由於擊針被發射的力量壓入彈體，引信會自動點燃。這設計的一個問題在於引信長度有極高的變化與不準確性，使得手榴彈要不是提前爆炸，就是時間延遲長到敵軍可以在爆炸前將手榴彈扔回來。

## 戰鬥紀錄
十式手榴彈在前線上快速的被九一式手榴彈取代，但之後主要以照明彈與信號彈的型式持續使用到第二次中日戰爭以及第二次世界大戰中。

## 引述資料
- US Department of War. . Louisiana State University Press. 1994 reprint. ISBN 0807120138.
- Rottman, Gordon L. . Osprey Publishing. 2005. ISBN 1841768189.
- Departments of the Army and the Air Force. . 1953. ASIN B000H7NCDS.

## 外部連結
- 十式手榴彈（页面存档备份，存于）
- 美軍技術手冊 E 30-480（页面存档备份，存于）

## 註解
1. ↑   （页面存档备份，存于） Taki的日本帝國陸軍頁面
2. ↑   （页面存档备份，存于） US Technical Manual E 30-480
3. ↑  US Department of War, Handbook on Japanese Military Forces